# Pays Jbala
Le pays Jbala (arabe : بلاد جبالة (Blād Jbāla), berbère : ⵜⵎⵓⵔⵜ ⵏ ⵢⵉⵊⴱⵍⵉⵢⵏ (Tamurt n Ijebliyen) ou ⵜⵎⵓⵔⵜ ⵏ ⵉⵖⵎⴰⵔⵏ|Tamurt n Ighmaren) est une région historique et naturelle du Nord du Maroc qui s'étend du détroit de Gibraltar au couloir de Taza, sur un territoire réparti entre les régions administratives de Tanger-Tétouan-Al Hoceïma et Fès-Meknès. Si la population rurale est essentiellement représentée par les Jbala, un groupe ethnique d'origine berbère à qui la région doit son nom.

## Toponymie
Le pays Jbala doit son nom au groupe ethnique des Jbala. Jbāla est un mot arabe, pluriel de jebli (« montagnard »), mais le terme est plus souvent utilisé en tant qu'ethnonyme spécifique des Jbala. Avant l'arabisation du nom de la région, celle-ci portait le nom de Pays Ghomara (en arabe : blad Ghmara), qui est de nos jours utilisé pour une région plus restreinte.

## Géographie

### Situation et limites
Le pays Jbala, qui correspond à la partie occidentale du Rif, est bordé au nord par la mer Méditerranée, à l'ouest par la plaine du Habt, au nord-est par le pays Ghomara, au sud-ouest par la plaine du Gharb, à l'est par le Rif central, au sud par la plaine du Saïss et au sud-est par le couloir de Taza. Il s'étend ainsi de la campagne tangéroise à la campagne de Taza, traçant un arc longeant le Rif occidental.
Le pays Jbala est l'une des régions les plus urbanisées du Maroc, et l'influence urbaine se confond avec l'influence rurale, Grigori Lazarev parlant ainsi d'« urbanisation rurale » pour décrire le phénomène. La zone montagneuse est parsemée de villes formant une « couronne urbaine des Jbala ». Cette urbanisation intense est historique et non récente, connaissant un pic pendant l'étroite relation avec al-Andalus.
Les villes de Tétouan, Chefchaouen et Ouezzane, bien que se trouvant enclavées en pays Jbala, en sont historiquement distinctes et ont maintenu tout au long de l'histoire des rapports conflictuels avec les tribus Jbala voisines.

### Géologie, relief et hydrographie
L'orogenèse du Rif, qui fait partie de l'orogenèse alpine, résulte de la collision entre les plaques tectoniques africaine et eurasiatique. Cette collision est récente, datant du Cénozoïque, ce qui explique l'instabilité sismique et la grande complexité du Rif, qui se manifeste par l'intensité des plissements et des failles et par le charriage des différentes strates géologiques. Il se prolonge par delà le détroit de Gibraltar par les cordillères Bétiques, avec qui il forme l'arc de Gibraltar.
Le relief du pays Jbala est assez peu élevé en comparaison avec les sommets du Rif central. Quelques crêtes gréseuses, parfois quartzitiques, atteignent les 1 700 m. Ces reliefs sont façonnés dans des couches marneuses grises et recouverts d'une épaisse couche de débris qui peuvent atteindre des tailles imposantes et être transportés sur plusieurs kilomètres, donnant un aspect chaotique au paysage.

### Climat
Le climat humide du pays Jbala est caractérisé par une pluviométrie élevée, atteignant les 2 m de précipitations aux hautes altitudes de plus de 1 500 m. Cette humidité est essentiellement due à l'influence atlantique. Cette influence diminue vers l'est, donnant un Rif plus aride. L'abondance des précipitations, associée à des pentes accentuées, fait que les versants du Rif occidental et du Prérif sont soumis à une érosion intense.

### Flore et faune
Du fait de la forte humidité et de l'abondance des eaux, la végétation du pays Jbala est riche. Les crêtes gréseuses sont couvertes de forêts de chênes-lièges et de cèdres de l'Atlas. Le sous-bois est couvert de fougères. L'influence de l'agriculture et le remaniement des bois proches des villages donnent au paysage un aspect de bocage. À des altitudes plus basses, les collines sont plantées d'oliviers et de figuiers.

## Histoire

### Préhistoire et Protohistoire

Extension des cultures ibéromaurusienne et capsienne.

La présence humaine dans ce qu'on appelle aujourd'hui le pays Jbala remonte à la Préhistoire, durant le Paléolithique inférieur. La découverte d'outils de type acheuléen près de Tétouan témoigne de la présence d'Homo erectus dans la région. L'Homme moderne (Homo sapiens) arrive au Nord du Maroc au Paléolithique moyen, vers 300,000+ ans avant le présent, apportant les cultures moustérienne puis atérienne. Il y a 22 000 ans, avec le passage au Paléolithique supérieur, apparaît la culture ibéromaurusienne, commune au nord du Maghreb et au sud-est de la péninsule Ibérique, ce qui témoigne du franchissement du détroit de Gibraltar par les Ibéromaurusiens. Au Néolithique, à partir du VIIe millénaire av. J.-C., les échanges entre les deux rives de la Méditerranée s'intensifient. Les Proto-Berbères arrivent de l'est pendant cette période, apportant la culture capsienne. Des traces d'occupation néolithique sédentaire sont signalées à djebel Musa et à l'embouchure d'oued Laou. Vers -5600 apparaît la céramique cardiale, très présente dans la péninsule tingitane. Des indices de culture de céréales et de domestication du chien, du cochon, du mouton et de la chèvre dans la région de Tétouan, remontant à environ -5300, constituent la plus ancienne trace connue d'agriculture en Afrique du Nord.
La Protohistoire, qui débute vers -2900, marque le début du travail des métaux, d'abord le cuivre, ensuite le bronze et enfin le fer. Cette période est marquée par l'accroissement du trafic commercial avec la péninsule Ibérique voisine et la constitution de structures sociales complexes. On voit apparaître dans la péninsule Tingitane des nécropoles mégalithiques de culture campaniforme, dont l'exemple le plus frappant est le cromlech de M'zora, au sud-est d'Assilah.

### Antiquité
L'Antiquité commence au Nord du Maroc vers le VIIIe siècle av. J.-C., avec la période maurétanienne. C'est à cette époque qu'ont lieu les premiers contacts avec les Phéniciens. Pontion, dans la région de Tanger, et une ville dont le nom demeure inconnu, près du mont Abyla (jbel Musa), sont indiquées à cette époque. Les Phéniciens s'installent dans les vallées d'oued Laou (site de Kach Kouch) et oued Martil et commercent aussi bien avec la population autochtone qu'avec le reste de la Méditerranée. Ils laissent également des traces archéologiques à Ceuta. Vers le VIe siècle av. J.-C. commencent à apparaître de nouvelles entités socioéconomiques, notamment à Dhar d'Aseqfane, Sidi Abdeslam del Bhar et Emsa, abritant des communautés sédentaires et agricoles partageant la même culture, très liée au monde méditerranéen. Les Maures, habitants de la région, s'unissent vers le IIIe siècle av. J.-C. et forment le Royaume de Maurétanie. Le premier roi historiquement attesté est Baga, qui fonde la ville de Tamuda à la même époque, près de l'actuelle Tétouan. Au Ier siècle av. J.-C., certaines villes maurétaniennes (dont Tamuda) jouissent d'une autonomie politique et d'une économie forte, due essentiellement à l'essor de l'agriculture et du commerce extérieur, notamment avec Rome, dont l'influence se fait de plus en plus grande, ce qui leur permet de disposer de leurs propres ateliers monétaires. En l'an 40 est assassiné le roi de Maurétanie Ptolémée par l'empereur romain Caligula, ce qui provoque la révolte de plusieurs villes maurétaniennes, dont Tamuda, qui subit des destructions importantes. Ces évènements se terminent par l'annexion de la Maurétanie par l'Empire romain en l'an 42.

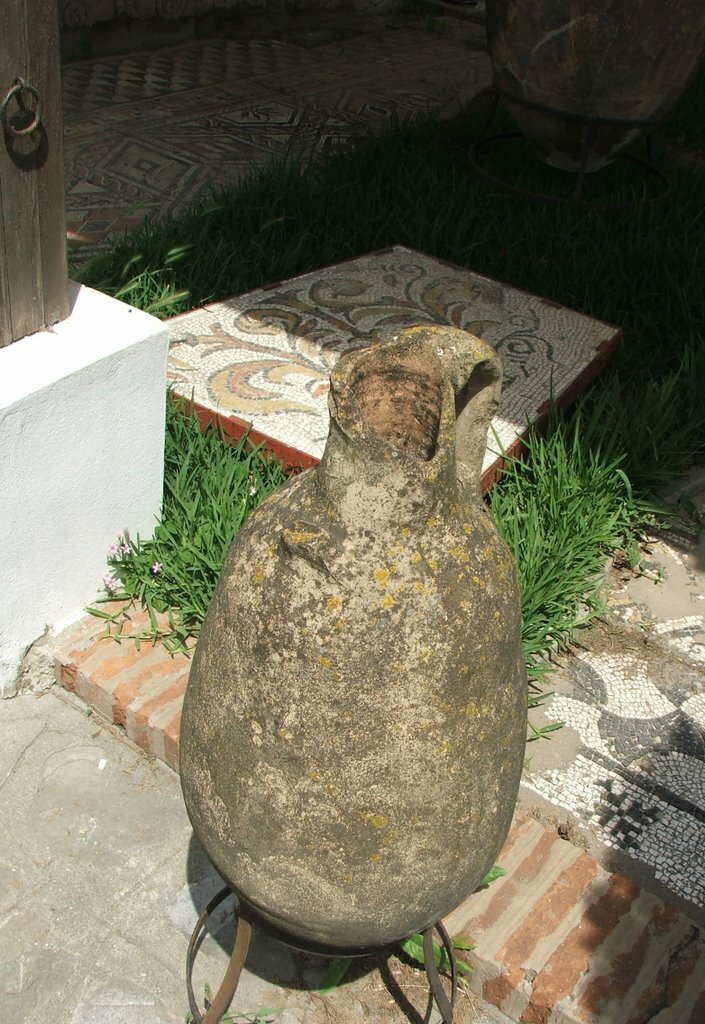
Amphore et mosaïque romaines de Tamuda, musée archéologique de Tétouan.

L'actuel pays Jbala fait partie, pendant la période romaine, de la province de Maurétanie tingitane. Du Ier au IIIe siècle, Tamuda est reconstruite et d'autres camps militaires comme Ad Novas apparaissent, formant un véritable réseau de surveillance. Des usines de salaison sont installées à l'embouchure des grands fleuves, tel oued Martil, ainsi que des huileries. La province s'intègre rapidement dans le commerce méditerranéen de l'Empire. Vers la fin du IIIe siècle, l'autorité romaine commence à s'effriter et les tribus maures se rebellent de plus en plus souvent, forçant Rome à reculer ses frontières et concentrer ses effectifs près du détroit de Gibraltar. Des sites comme Tamuda et Ad Novas restent occupés par les Romains. Le 31 mai 429, les Vandales traversent le détroit de Gibraltar et ravagent, durant leur passage, un nombre important de villes. Rome évacue définitivement la Maurétanie tingitane à partir du second quart du Ve siècle. L'Empire byzantin s'empare de Septem (actuelle Ceuta) en 534, mais l'intérieur des terres de l'ancienne Maurétanie tingitane reste indépendant. Les sources sur la période entre la fin de la domination romaine et l'arrivée des musulmans restent rares et ne permettent pas de tracer une histoire événementielle satisfaisante, mais il semblerait que des royaumes indépendants apparaissent à cette époque, dont le plus connu serait le « Royaume de Volubilis », qui voit l'arrivée des armées omeyyades.

### Islamisation
À l'arrivée des musulmans, l'actuel pays Jbala est peuplé de Berbères Ghomara sédentaires, une branche des Masmouda dont les actuels Ghomara, au territoire bien plus réduit, sont les descendants, tout comme les Jbala. À cette époque, le christianisme est répandu parmi quelques tribus Ghomara, mais la plupart sont polythéistes. Le gouverneur omeyyade Oqba Ibn Nafi al-Fihri atteint le pays Ghomara vers 681. Contrairement à beaucoup de tribus berbères, les Ghomara, sous l'égide du comte Julien, gouverneur byzantin de Septem et lui-même des Ghomara, n'opposent pas de résistance. Julien négocie alors avec ʿUqbah, aboutissant à une intégration pacifique du pays Ghomara au Califat omeyyade. À partir de 704 et la nomination du nouveau gouverneur Ṭāriq ibn Ziyād, l'islamisation des Ghomara s'accélère. En 710, les Omeyyades s'entendent avec les héritiers légitimes du roi wisigoth Wittiza, dont le trône est usurpé par Rodéric, afin de traverser le détroit de Gibraltar. C'est ainsi que Julien, désireux de se venger de Rodéric, qui aurait attenté à l'honneur de sa fille, facilite la traversée aux troupes omeyyades en vue de conquérir la péninsule Ibérique.
Après la grande révolte berbère entre 739 et 743 et l'effritement de l'autorité omeyyade puis abbasside, les Ghomara, rejetant l'autorité de l'Émirat de Nekor, entrent dans le sillage de l'Émirat idrisside émergent. À partir de 828, en plus de Sebta, plusieurs centres urbains renaissent, tels Ksar Masmouda (actuel Ksar Sghir), Belyounech et Tétouan. Le pays Ghomara enregistre un débordement zénète au IXe siècle et voit son territoire rétréci. Au Xe siècle, à la suite des incursions du Califat fatimide notamment, les Idrissides se replient à Hajar Nser dans le but de remettre en selle leur dynastie, mais ces tentatives sont définitivement anéanties après l'intervention des Omeyyades de Cordoue, dont les troupes, dirigées par Almanzor, déferlent sur le pays Ghomara et endommagent plusieurs villes telles que Sebta, Ksar Masmouda, Tétouan et Hajar Nser. C'est au cours du Xe siècle que l'arabisation des Ghomara est véritablement entamée, ce qui en fait l'une des populations du Maghreb les plus précocement arabisées, bien avant l'arrivée des Hilaliens, d'où le dialecte jebli particulier des Jbala. Cette arabisation précoce est due à l'afflux des Idrissides persécutés et leur installation parmi les Ghomara, ainsi qu'à la position de la région dans l'axe situé entre les territoires arabophones que sont Fès et al-Andalus. Au début du XIe siècle, des tribus Sanhadja s'installent dans les hauteurs sud-est du pays Ghomara.

### Dynasties berbères musulmanes
Pendant la deuxième moitié du XIe siècle, les Almoravides conquièrent la région. Yūsuf ibn Tashfin exige des Taïfas d'al-Andalus de l'aider à prendre Sebta comme condition pour qu'il traverse le détroit de Gibraltar. Les Almohades succèdent aux Almoravides, et l'actuel pays Jbala est intégré au Califat almohade vers le milieu du XIIe siècle. Pendant cette période, Abdeslam ben Mchich Alami, de la tribu des Beni Arous d'ascendance idrisside et qui fait l'objet d'une dévotion particulière de la part des Jbala, au point d'être surnommé le « sultan des Jbala », enseigne le soufisme à son disciple Abou Hassan al-Chadhili, fondateur de la confrérie soufie Chadhiliyya, qui se répand par la suite à travers le monde musulman. Environ un siècle plus tard et à la suite d'une instabilité politique que connaît non seulement la région, mais tout le Maghreb-Extrême, les Mérinides finissent par s'imposer. La région sert de passage aux armées vers al-Andalus, que ce soit dans un but de conquête ou dans un but de contrôle du point stratégique qu'est le détroit de Gibraltar. Avec la diminution de la puissance mérinide commencent les incursions des royaumes chrétiens ibériques dans les côtes septentrionales du Maghreb-Extrême. Ainsi, en 1399, Tétouan est attaquée par la Castille et, en 1415, Sebta est prise par le Portugal, marquant ainsi l'inversion de la balance au profit de la rive nord du détroit de Gibraltar, ce qui constitue un tournant dans l'histoire du Maroc.

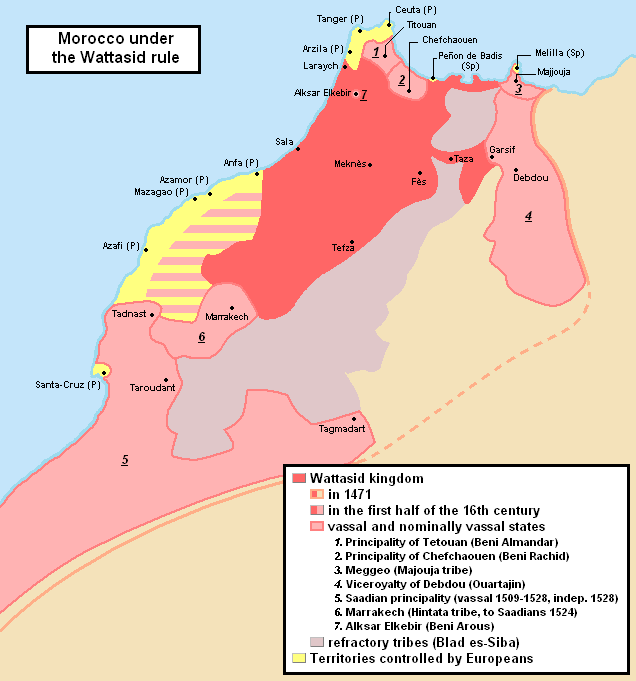
Situation géopolitique du Maroc du début du XVI.

Durant le XVe siècle, la situation des habitants de la région se détériore considérablement. À partir de la garnison de Ceuta, les Portugais organisent des razzias qui leur permettent de faire des centaines de prisonniers et de s'emparer de milliers de têtes de bétail, apportant un coup dur à l'agriculture de la région et provoquant l'abandon de plusieurs villages. Ksar Sghir est occupé en 1458, coupant encore plus l'arrière-pays du commerce extérieur et accentuant davantage l'anarchie. Les Wattassides succèdent aux Mérinides, mais la situation du pays reste critique. Avec la chute de Grenade en 1492, le pays Ghomara, du fait de sa proximité avec la péninsule Ibérique, connaît un afflux massif de réfugiés musulmans, qui s'installent aussi bien dans les villes que parmi les tribus Ghomara. C'est ainsi que le caïd Ali al-Mandri obtient du sultan Muhammad ach-Chaykh la permission de s'établir à Tétouan et de la restaurer. La ville sert alors de base pour les attaques contre les villes occupées par le Portugal, les nouveaux contingents militaires renforçant les éléments Ghomara déjà présents. Le pays Ghomara voit également l'arrivée de nombreux Juifs expulsés à la suite du décret de l'Alhambra. La résistance de la région s'organise petit à petit, encadrée par les caïds de Tétouan, de Chaouen (actuelle Chefchaouen) et de Ksar El Kébir. Ces villes jouissent d'une large autonomie et ne s'estiment pas concernées par les trêves que passe le sultan wattasside avec le Portugal, menant régulièrement des opérations terrestres et maritimes. Les guerriers de la région sont équipés et fournis en chevaux par les caïds et s'illustrent à de nombreuses reprises contre les Portugais. C'est ainsi qu'un chroniqueur portugais résidant à Arzila (actuelle Assilah), auteur des Anais de Arzila, décrit les guerriers de Jbel Habib, couvrant d'éloges leurs chefs et louant leur bravoure et leur esprit chevaleresque. Cette situation de guerre permanente empêche le Portugal d'étendre sa zone d'influence en dehors des villes.

### Dynasties chérifiennes
Entre 1550 et 1560, le pays Ghomara entre dans le sillage des Saadiens, alors que le Portugal avait évacué Ksar Sghir en 1549, évitant d'entrer en confrontation. En 1578, la bataille des Trois Rois ébranle toute la région, mais a également des conséquences à l'étranger. En effet, le roi du Portugal Sébastien Ier tombe sur le champ de bataille sans laisser d'héritier, provoquant une grave crise du pouvoir. C'est ainsi que Ceuta passe aux mains des Espagnols. Comme avec la chute de Grenade, au XVIIe siècle, à la suite de la série de décrets d'expulsion des Morisques d'Espagne, des vagues de réfugiés submergent le pays Ghomara et s'installent principalement à Tétouan, mais aussi dans d'autres villes du Maroc telles que Salé et Rabat. Les Morisques marquent considérablement la ville de Tétouan et participent activement à la guerre de course, mais aussi au renforcement de la ville et sa résistance avec succès, tout comme le reste de la région, aux tentatives de soumission aux mouvements du marabout M'hamed el-Ayachi et de la zaouïa de Dila.
Vers 1666, les Alaouites s'emparent du Nord du Maroc. C'est à 1672 que remonte la première trace écrite connue du terme Jbala, qui succède au terme Ghomara pour désigner la région. Ainsi, à l'occasion d'un remaniement administratif, Omar ben Haddu at-Temsamani est nommé « caïd de la région de Jbala et du Fahs ». Cette province succède à la province du Habt. Au début du règne du sultan Ismaïl ben Chérif et malgré la nomination du nouveau caïd, Tétouan, et le pays Jbala en général, connaissent une vague de dissidence alimentée notamment par la famille an-Naqsis, aux tendances autonomistes, et par le dissident Khadir Ghaïlan, qui tente de renforcer la rébellion dans toute la région. Par la suite, le sultan, s'appuyant notamment sur des contingents locaux, assiège Ceuta sans rencontrer de succès. Il vide également la région de ses esclaves dans le cadre du projet de former l'armée des Abid al-Boukhari. C'est sous le règne d'Ismaïl ben Chérif que la zaouïa d'Ouezzane commence à soutenir la dynastie et en devient un allié de poids pendant près de deux siècles, avant de bénéficier de la protection française. Au lendemain de la mort d'Ismaïl ben Chérif en 1727, le Maroc entre dans une période d'anarchie et de crise, ses fils se disputant le pouvoir. Parmi eux, Zine El Abidine ben Ismaïl se fait reconnaître sultan par plusieurs villes du Nord en 1741, mais ce règne ne dure que quelques mois avant qu'Abdallah ben Ismaïl ne reprenne pour la quatrième fois le pouvoir. Sous le règne de son successeur Mohammed ben Abdallah, le pays Jbala est marqué par la pacification des tribus dissidentes grâce à l'appui de la zaouïa d'Ouezzane, qui jouit en retour de nombreux privilèges tels que l'utilisation à son profit des impôts canoniques de sa zone d'influence ou l'exploitation de concessions dans la région.

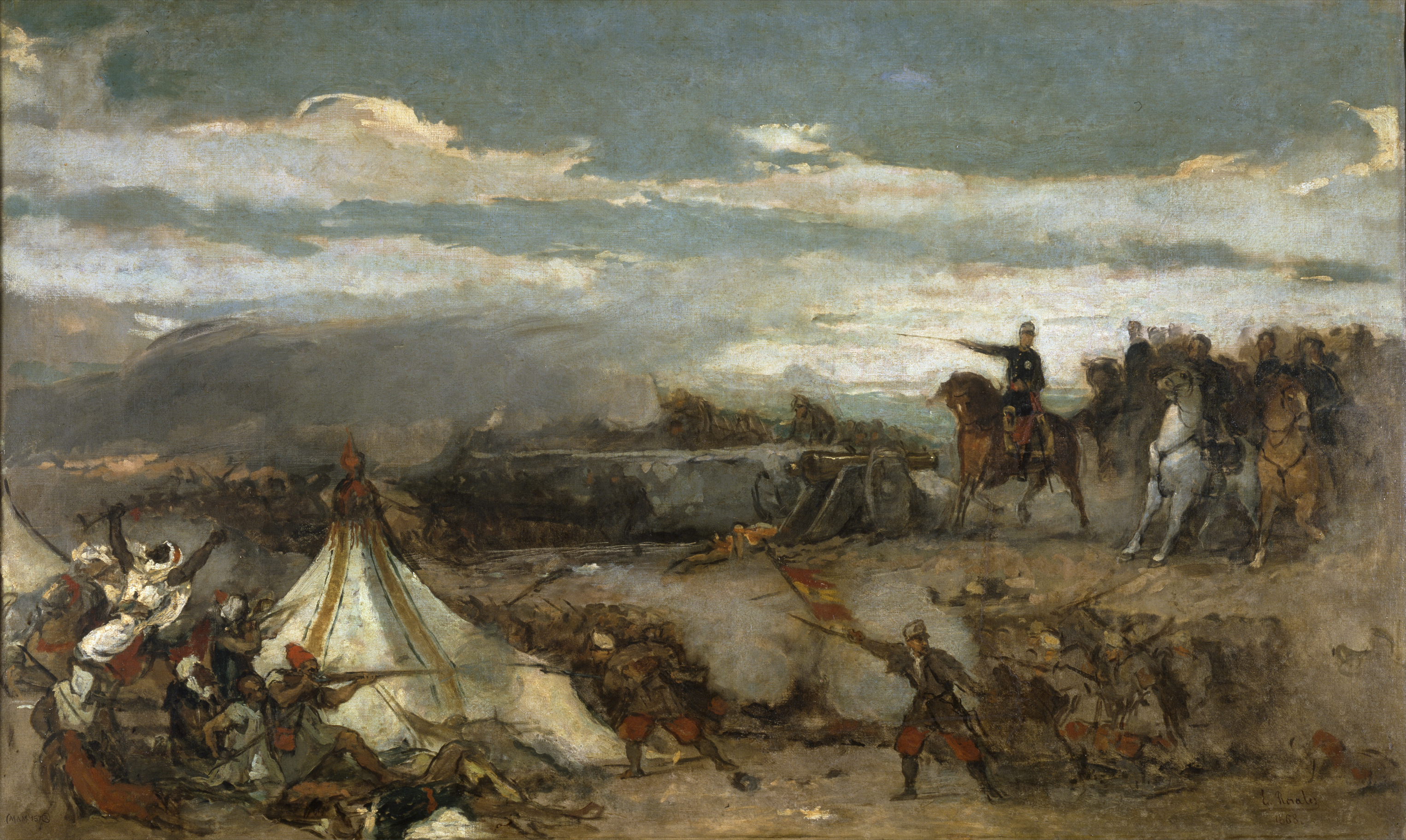
Épisode de la bataille de Tétouan, Eduardo Rosales, 1868.

Au début du XIXe siècle, les réformes religieuses inspirées du wahhabisme que veut introduire le sultan Slimane ben Mohammed se heurtent à une vive opposition de la part des zaouïas de la région, dont celle d'Ouezzane, qui voient en ces tentatives des menaces pour leurs intérêts économiques, principalement liés aux pèlerinages locaux et aux moussems . Le XIXe siècle voit également l'essor d'autres zaouïas telles que la zaouïa de la confrérie Derkaouiyya, fondée par Muhammad al-Arabi al-Darqawi, un soufi de la tribu jeblie des Beni Zeroual. Parmi les disciples de ce dernier se trouvent Ahmad ibn Ajiba, originaire de la tribu d'Anjra et Mohammed al-Harraq al-Alami, originaire de la tribu d'Ahl Serif, qui fonde une autre zaouïa à Tétouan. Tous ces mouvements prennent leurs racines dans la confrérie soufie Chadhiliyya. Au cours des décennies suivantes, la pression étrangère croissante sur le Maroc précolonial se fait de plus en plus sentir au pays Jbala, notamment par l'Espagne, qui, se voyant dépassée par d'autres puissances coloniales, n'hésite pas à se lancer dans des escarmouches avec les tribus voisines de Ceuta en vue de réaliser quelques gains territoriaux, malgré les tentatives d'apaisement du Royaume-Uni. C'est dans ce contexte que, saisissant comme prétexte un différend territorial avec la tribu d'Anjra, voisine de Ceuta, l'Espagne déclare la guerre au Maroc en 1859. La guerre d'Afrique dévaste le Nord du pays Jbala, notamment Anjra, le Haouz de Tétouan et Ouadras, et Tétouan est occupée en 1860. La ville est évacuée deux ans plus tard, après le consentement du Maroc, malgré lui, à payer une lourde indemnité de guerre et la reconnaissance de l'extension des territoires pris par l'Espagne. Ces conditions très défavorables pour le Maroc, à l'issue de sa défaite, le poussent à contracter son premier crédit et marquent le début de sa soumission à l'emprise des pays capitalistes. Par la suite, les protections consulaires s'étendent de plus en plus, permettant aux puissances étrangères d'accentuer leur mainmise sur le pays. Ce phénomène touche parfois des tribus entières, voire des zaouïas réputées proches du pouvoir, comme celle d'Ouezzane, dont le chef devient protégé de la France, ce qui ne manque pas de créer des tensions avec le sultan. La protection consulaire est également sollicitée par certains Juifs, victimes de représailles de la part des musulmans à la suite de la guerre d'Afrique du fait de leur collaboration avec les Espagnols. Vers la fin du XIXe siècle et le début du XXe siècle, la pénétration étrangère s'accentue et l'autorité centrale continue son effritement, favorisant l'apparition de mouvements d'agitation. C'est ainsi que le rebelle Ahmed Raïssouni entre en dissidence, recourant à la prise d'otages aussi bien marocains qu'étrangers, qu'il libère après paiement d'une rançon. Le 7 octobre 1904, la France, désormais en tête des puissances influentes sur le Maroc, signe avec l'Espagne une convention lui reconnaissant le droit de disposer du Nord du Maroc. La conférence d'Algésiras, en 1906, confirme ce partage.

### Protectorats français et espagnol

Organisation territoriale de la zone nord du protectorat espagnol du Maroc.

Le 30 mars 1912 est signé le traité de Fès, instaurant le protectorat français au Maroc, suivi le 27 novembre 1912 par le protectorat espagnol. Le pays Jbala est alors divisé entre les deux protectorats ; la démarcation entre les deux zones passe, d'ouest en est, par la tribu d'Ahl Serif (la scindant en deux, la majeure partie, au nord, se retrouvant en zone espagnole), puis au sud des tribus de Beni Isef, Beni Zkar et Lakhmas (en zone espagnole) et au nord de la tribu de Rhona (en zone française), ensuite par la tribu de Ghzaoua (la scindant en deux, la majeure partie, au sud, se retrouvant en zone française), puis par la tribu Beni Ahmed (la scindant en deux, la majeure partie, au nord, se retrouvant en zone espagnole).
Après des revers initiaux, les Espagnols commencent à prendre le dessus sur les Jbala, menés par Ahmed Raïssouni. Par la suite, la résistance s'organise, notamment après les victoires des Rifains, menés par Abdelkrim el-Khattabi, qui fonde une république en 1921. La guerre du Rif commence par des victoires importantes sur l'Espagne, et les poussées vers l'ouest et le sud, pénétrant dans le pays Jbala, obligent la France à intervenir, prétextant l'entrée des Rifains dans le territoire des Beni Zeroual en avril 1925. Al-Khattabi fait subir plusieurs défaites aux Français, menaçant Ouezzane, mais finit par être vaincu un an plus tard devant l'alliance des forces françaises et espagnoles. Sous le protectorat espagnol, le pays Jbala est administrativement réparti entre trois provinces : Yebala (« Jbala » proprement dit), avec pour capitale Tétouan (qui est également la capitale du protectorat), Lucus (« Loukkos »), avec pour capitale Larache et Xauen (« Chaouen ») ou Gomara (« Ghomara »), avec pour capitale Chaouen. Pendant cette période, les expropriations de terres d'agriculteurs marocains au profit des colons atteignent des proportions importantes, surtout du côté français. Le pays Jbala voit également l'amorce d'une transition d'une économie de subsistance vers une économie de marché, avec toutes les transformations qui en découlent, ainsi qu'un désenclavement manifeste du fait du développement du réseau de communication, notamment par la construction de nombreuses routes à travers les montagnes. Enfin, cette période est marquée par une profonde transformation de la société, aussi bien urbaine que rurale.
Le mouvement nationaliste s'intensifie au fil des années, en conséquence d'une politique coloniale ségrégationniste et après l'échec de la lutte armée. Une génération de jeunes éclairés issus de l'élite apparaît, dont certains continuent leurs études à l'étranger afin de combattre l'occupant avec sa propre langue et faire connaître la cause marocaine à travers le monde. C'est ainsi que Tétouan, ville pionnière et foyer actif de la lutte contre l'occupant, voit apparaître de nombreuses figures nationalistes comme Abdessalam Bennouna ou Abdelkhalek Torres. Le 14 février 1943, le Front nationaliste marocain dépose un manifeste auprès des autorités espagnoles, réclamant l'indépendance et l'unité du pays. La décennie suivante voit l'accentuation de la lutte nationaliste et l'indépendance est finalement acquise en 1956.

### Après l'indépendance
La fin du protectorat ne se fait pas sans trouble. Un vide sécuritaire et administratif apparaît, entraînant enlèvements et assassinats dans de nombreuses contrées, dont Tétouan. Les milices créées par le parti de l'Istiqlal et le parti démocratique de l'indépendance ne parviennent pas à atténuer le désordre ; au contraire, elles participent activement à l'entretien de la violence et des règlements de compte. Plusieurs forces s'opposent au parti de l'Istiqlal à travers le pays Jbala, comme dans le reste du Rif, avant d'être violemment réprimées en 1959. Aux décennies suivantes, le pays Jbala, relativement marginalisé, connaît une explosion de l'exode rural, submergeant les tentatives d'organisation de l'urbanisme par les autorités. À cet exode rural s'ajoute une émigration internationale de plus en plus importante, principalement en Europe et en Amérique du Nord. Au début du XXIe siècle, l'économie du pays Jbala reste essentiellement basée sur l'agriculture, avec l'émergence d'une diversification progressive, notamment les services et le tourisme, d'abord balnéaire, principalement dans les côtes du Nord, mais aussi et de plus en plus rural et montagnard.

## Population et société

### Peuplement
La population rurale est représentée par les Jbala, un groupe ethnique d'origine essentiellement Arabe ou descendant des Ghomara arabisés. La population urbaine est plus cosmopolite[Interprétation personnelle ?].